# Michael Jeltsch
Michael Jeltsch (* 28. Juli 1969 in Hemer) ist ein deutsch-finnischer Biochemiker. Er ist außerordentlicher Professor an der Universität von Helsinki und Autor auf dem Gebiet der vaskulären Biologie.

## Werdegang
Sowohl seine Doktorarbeit sowie auch seine Habilitation verfasste Michael Jeltsch während seiner Arbeit mit Kari Alitalo am Molecular/Cancer Biology Lab an der Universität Helsinki in Finnland. Er arbeitete als wissenschaftlicher Mitarbeiter in den Biotechnologie-Firmen Lymphatix Ltd. (die später von Ark Therapeutics übernommen wurde) und Vegenics Ltd., wo er an der Entwicklung von Krebsmedikamenten beteiligt war. Für kurze Zeit war er Postdoctoral Fellow am Wihuri Research Institute, bevor er 2013 als Gruppenleiter von der Universität Helsinki rekrutiert wurde. Sein Labor ist Bestandteil des Translational Cancer Biology Research Program und des Instituts für Biomedizin an der Universität Helsinki.

### Wissenschaftliche Arbeit
Michael Jeltsch zeigte als erster, dass VEGF-C und VEGF-D die hauptsächlichen Faktoren für das Lymphgefäß-Wachstum sind.
Heute konzentriert sich seine Forschung auf die Entwicklung von Krebsmedikamenten, deren Zielmoleküle wichtig für das lymphatische System sind. Mit seiner Publikationen hat er auch zum Gebiet der Zellbiologie, Transgenese und der Entwicklung, rekombinanten Produktion und Aufreinigung von Proteinen beigetragen. Im Jahr 2006 entwickelte er einen synthetischen Super-Wachstumsfaktor basierend auf einer Bibliothek von Hybridmolekülen zwischen VEGF und VEGF-C, die er mit einer neu entwickelten Methode (non-random DNA family shuffling) erzeugt hatte.

## Auszeichnungen
Im Jahr 1997 wurde er für die beste biomedizinischen Veröffentlichung des Jahres in Finnland mit dem Medix-Preis der Minerva-Stiftung Institut für medizinische Forschung ausgezeichnet.
Im Jahr 2003 erhielt er den Mandatum Preis für die beste Doktorarbeit auf dem Gebiet der Biotechnologie in Finnland und 2015 erhielt er den "Best Paper Award" in der Kategorie der Grundlagenforschung von Circulation, der Zeitschrift der American Heart Association für seine 2014 veröffentlichte Arbeit, in der er den molekularen Mechanismus aufklärte, der dem Hennekam-Syndrom zugrunde liegt.